# USS Threadfin (SS-410)
USS Threadfin (SS-410) là một  tàu ngầm lớp Balao được Hải quân Hoa Kỳ chế tạo trong Chiến tranh Thế giới thứ hai. Nó là chiếc tàu chiến duy nhất của Hải quân Hoa Kỳ được đặt cái tên này, theo tên họ Cá vây tua. Nó đã phục vụ trong giai đoạn cuối của Thế Chiến II, thực hiện được ba chuyến tuần tra, đánh chìm được ba tàu Nhật Bản bao gồm một tàu frigate với tổng tải trọng 3.394 tấn. sau khi xung đột chấm dứt, nó đã tiếp tục hoạt động, rồi được nâng cấp trong khuôn khổ Dự án GUPPY IIA, và đã phục vụ trong giai đoạn Chiến tranh Lạnh cho đến năm 1972. Con tàu được chuyển giao cho Thổ Nhĩ Kỳ để tiếp tục hoạt động như là chiếc TCG Birinci İnönü (S346) cho đến khi xuất biên chế vào năm 1998; số phận sau cùng của con tàu không rõ. Threadfin được tặng thưởng ba Ngôi sao Chiến trận do thành tích phục vụ trong Thế Chiến II.

## Thiết kế và chế tạo
Thiết kế của lớp Balao được cải tiến dựa trên  tàu ngầm lớp Gato dẫn trước, là một kiểu tàu ngầm hạm đội có tốc độ trên mặt nước cao, tầm hoạt động xa và vũ khí mạnh để tháp tùng hạm đội chiến trận. Khác biệt chính so với lớp Gato là ở cấu trúc lườn chịu áp lực bên trong dày hơn, và sử dụng thép có độ đàn hồi cao (HTS: High-Tensile Steel), cho phép lặn sâu hơn đến 400 ft (120 m). Con tàu dài 311 ft 9 in (95,02 m) và có trọng lượng choán nước 1.526 tấn Anh (1.550 t) khi nổi và 2.424 tấn Anh (2.463 t) khi lặn. Chúng trang bị động cơ diesel dẫn động máy phát điện để cung cấp điện năng cho bốn động cơ điện, đạt được công suất 5.400 shp (4.000 kW) khi nổi và 2.740 shp (2.040 kW) khi lặn, cho phép đạt tốc độ tối đa 20,25 hải lý trên giờ (37,50 km/h) và 8,75 hải lý trên giờ (16,21 km/h) tương ứng. Tầm xa hoạt động là 11.000 hải lý (20.000 km) khi đi trên mặt nước ở tốc độ 10 hải lý trên giờ (19 km/h) và có thể hoạt động kéo dài đến 75 ngày.
Tương tự như lớp Gato dẫn trước, lớp Balao được trang bị mười ống phóng ngư lôi 21 in (530 mm), gồm sáu ống trước mũi và bốn ống phía phía đuôi tàu, chúng mang theo tối đa 24 quả ngư lôi. Vũ khí trên boong tàu gồm một hải pháo 4 inch/50 caliber, một khẩu pháo phòng không Bofors 40 mm nòng đơn và một khẩu đội Oerlikon 20 mm nòng đôi, kèm theo hai súng máy .50 caliber. Trên tháp chỉ huy, ngoài hai kính tiềm vọng, nó còn trang bị ăn-ten radar SD phòng không và SJ dò tìm mặt biển. Tiện nghi cho thủy thủ đoàn bao gồm điều hòa không khí, thực phẩm trữ lạnh, máy lọc nước, máy giặt và giường ngủ cho hầu hết mọi người, giúp họ chịu đựng cái nóng nhiệt đới tại Thái Bình Dương cùng những chuyến tuần tra kéo dài đến hai tháng rưỡi.
Thoạt tiên dự định mang tên Sole nhưng được đổi tên vào ngày 24 tháng 9, 1942, Threadfin được đặt lườn tại Xưởng hải quân Portsmouth ở Kittery, Maine vào ngày 18 tháng 3, 1944. Nó được hạ thủy vào ngày 26 tháng 6, 1944, được đỡ đầu bởi bà Frank G. Fox, và được cho nhập biên chế cùng Hải quân Hoa Kỳ vào ngày 30 tháng 8, 1944 dưới quyền chỉ huy của Hạm trưởng, Trung tá Hải quân John Joseph Foote.

## Lịch sử hoạt động

### 1944
Sau khi hoàn tất việc trang bị vào cuối tháng 9, 1944, Threadfin chạy thử máy huấn luyện tại vùng biển ngoài khơi New England, và chuẩn bị để được điều động sang khu vực Mặt trận Thái Bình Dương. Nó băng qua kênh đào Panama vào giữa tháng 11, và đi đến Trân Châu Cảng vào đầu tháng 12.

### 1945

#### Chuyến tuần tra thứ nhất
Khởi hành từ Trân Châu Cảng vào ngày 25 tháng 12, 1944 cho chuyến tuần tra đầu tiên trong chiến tranh, Threadfin đi đến khu vực tuần tra về phía Nam đảo Kyūshū vào đầu tháng 1, 1945. Vào ngày 30 tháng 1, nó phát hiện một tàu chở hàng lớn được hai tàu tuần tra và một máy bay hộ tống bảo vệ. Nó tấn công bằng một loạt sáu quả ngư lôi từ khoảng cách 2.900 yd (2.700 m), và trúng đích ít nhất một quả, đánh chìm tàu chở hàng Issei Maru (1.864 tấn) ngoài khơi phía Nam đảo Honshū, tại tọa độ 33°30′B 135°34′Đ / 33,5°B 135,567°Đ. Tuy nhiên nó không thể quan sát kết quả vì phải lặn xuống để né tránh mìn sâu phản công của lực lượng hộ tống, và bị hư hại nhẹ nhưng vẫn có thể tiếp tục chuyến tuần tra. Hai ngày sau đó, nó đụng độ một  tàu ngầm lớp Ro-60, nhưng đối phương đổi hướng khiến Threadfin không thể đi đến vị trí tấn công thuận tiện.
Sau đó Threadfin lại bắt gặp hai tàu chở hàng được ba tàu tuần tra hộ tống; lần này đoàn tàu vận tải đối phương đi cặp bờ biển tại vùng biển nông khiến nó không thể tấn công. Sang ngày hôm sau, nó xác định nhầm một tàu tuần tra là một tàu buôn, nhưng nhận ra sai lầm vừa kịp lúc để lặn sâu lẩn tránh đối phương tấn công. Cũng vì thế nó mất cơ hội tấn công hai tàu buôn nhỏ và hai tàu hộ tống, và khi nó nổi trở lên độ sâu kính tiềm vọng, mục tiêu đã đi quá xa. Một tuần sau đó, nó phóng một loạt sáu quả ngư lôi tấn công một tàu quét mìn ở một vị trí thuận tiện khoảng cách 2.500 yd (2.300 m), nhưng tất cả đều bị trượt do đi quá sâu. Nó kết thúc chuyến tuần tra tại căn cứ Midway.

#### Chuyến tuần tra thứ hai
Sau khi được tái trang bị và huấn luyện, Threadfin lên đường cho chuyến tuần tra thứ hai ngoài khơi chính quốc Nhật Bản vào ngày 14 tháng 3, hoạt động trong thành phần một đội tấn công phối hợp ("Bầy sói") vốn bao gồm các tàu ngầm Sea Dog (SS-401) và Trigger (SS-237). Vào xế trưa ngày 28 tháng 3, nó đụng độ hai tàu khu trục hộ tống Nhật Bản, tấn công một chiếc với một loạt sáu quả ngư lôi, và một quả đã trúng đích khiến tàu frigate Mikuma đắm về phía Đông Nam đảo Shikoku, tại tọa độ 31°45′B 131°45′Đ / 31,75°B 131,75°Đ; toàn bộ 216 thành viên thủy thủ đoàn đều tử trận. Tàu hộ tống còn lại phản công bằng mìn sâu khiến nó không thể quan sát kết quả. Đến chiều tối, nó bắt gặp một đoàn hai tàu đánh cá và bốn tàu chở hàng nhỏ. Nó dùng hải pháo gây hư hại cho một số chiếc, và hỏa lực bắn trả của đối phương hoàn toàn không hiệu quả.
Sau khi "Bầy sói" được giải tán vào ngày 31 tháng 3, Threadfin gia nhập cùng các tàu ngầm Hackleback (SS-295) và Silversides (SS-236) gần eo biển Bungo, lối chính ra vào biển nội địa Seto phân cách đảo Honshū với Kyūshū và Shikoku. Nhiệm vụ chính của "Bầy sói" mới là canh phòng phần còn lại hạm đội Nhật Bản xuất kích phản công cuộc đổ bộ của Đồng Minh lên Okinawa. Vào chiều tối ngày 6 tháng 4, nó phát hiện qua radar lực lượng Nhật Bản, được hình thành chung quanh thiết giáp hạm Yamato đang tiến hành Chiến dịch Ten-Go; chiếc tàu ngầm đã kịp thời báo tin cho Bộ chỉ huy Đệ Ngũ hạm đội ngoài khơi Okinawa, và tìm cách cơ động tấn công nhưng không thể bắt kịp tốc độ của đối thủ. Trong thời gian còn lại của chuyến tuần tra, nó cứu vớt và hồi sinh một phi công P-51 Mustang bị bắn rơi. Chiếc tàu ngầm được tiếp nhiên liệu tại Midway vào ngày 30 tháng 4 trước khi về đến Trân Châu Cảng vào ngày 4 tháng 5.

#### Chuyến tuần tra thứ ba
Sau khi được tái trang bị và huấn luyện, Threadfin rời Trân Châu Cảng vào ngày 1 tháng 6 cho chuyến tuần tra cuối cùng trong chiến tranh. Nó ghé lại Guam để sửa chữa và tiếp nhiên liệu trước khi đi đến khu vực tuần tra trong biển Hoa Đông và khu vực Hoàng Hải. Vào ngày 14 tháng 7, nó đã đánh chìm một thuyền buồm ba cột buồm chở than đang trên đường đi Đại Liên bằng hải pháo tại tọa độ 38°37′B 120°54′Đ / 38,617°B 120,9°Đ, bắt làm tù binh chín thủy thủ. Sang ngày hôm sau, nó phóng ngư lôi phá hủy một tàu chở hàng bị hư hại và mắc cạn tại vùng nước nông, rồi lại đánh chìm một thuyền buồm bốn cột buồm bằng hải pháo tại tọa độ 39°30′B 123°41′Đ / 39,5°B 123,683°Đ. Đến ngày 16 tháng 7, nó tiếp tục đánh chìm một thuyền buồm tại tọa độ 39°45′B 123°20′Đ / 39,75°B 123,333°Đ.
Trong đêm 20 tháng 7, Threadfin phát hiện qua radar tàu đối phương lẫn khuất trong sương mù, phóng một loạt năm quả ngư lôi tấn công và khiến chiếc tàu quét mìn W-39 (648 tấn) đắm chỉ trong vòng năm phút về phía Tây Bắc Mokpo, Triều Tiên, gần đảo Saishū tại tọa độ 35°01′B 125°42′Đ / 35,017°B 125,7°Đ. Sang ngày 21 tháng 7, nó nhận tin báo của tàu ngầm chị em Sea Robin (SS-407) về một đoàn tàu đối phương đang hướng xuống phía Nam. Trong khi đối đầu một tàu tuần tra, Threadfin chặn đánh đoàn tàu vận tải trong một trận đánh đêm, đánh chìm hai tàu buôn nhỏ bằng hải pháo trong biển Hoa Đông, tại tọa độ 33°54′B 126°38′Đ / 33,9°B 126,633°Đ. Trên đường quay trở về căn cứ sau chuyến tuần tra, nó cứu vớt ba thành viên đội bay một thủy phi cơ và đưa họ đến Guam vào ngày 27 tháng 7. Đang khi chiếc tàu ngầm được tái trang bị tại Guam, Nhật Bản chấp nhận đầu hàng vào ngày 15 tháng 8, giúp chấm dứt vĩnh viễn cuộc xung đột.

### 1946 - 1972
Khởi hành từ Guam vào ngày 18 tháng 8 để quay trở về Hoa Kỳ, Threadfin băng qua kênh đào Panama vào ngày 16 tháng 9 về đến căn cứ đảo Staten, New York vào ngày 22 tháng 9, và trình diện để phục vụ cùng Hạm đội Đại Tây Dương. Thoạt tiên nó hoạt động từ Căn cứ Tàu ngầm Hải quân New London, phục vụ như tàu huấn luyện cho Trường Tàu ngầm Hải quân. Con tàu được cho xuất biên chế vào tháng 12, 1952 và đi đến Xưởng hải quân Portsmouth để được hiện đại hóa trong khuôn khổ Chương trình Công suất đẩy dưới nước lớn hơn (GUPPY IIA) trong tám tháng tiếp theo. Con tàu được bổ sung ống hơi, thiết bị sonar được nâng cấp và một dàn ắc-quy mới có công suất lớn hơn; kiểu dáng tháp chỉ huy cũng được cải biến suôn thẳng hơn, giúp cải thiện đáng kể tốc độ lặn dưới nước và tầm xa hoạt động.
Threadfin nhập biên chế trở lại tại Portsmouth vào ngày 7 tháng 8, 1953. Nó chạy thử máy trong tháng 10 trước khi được điều về Hải đội Tầu ngầm 4 đặt căn cứ tại Key West, Florida. Trong gần hai thập niên tiếp theo, nó hoạt động chủ yếu dọc theo vùng bờ Đông Hoa Kỳ, tham gia các cuộc tập trận hàng năm cũng như tiến hành các chuyến đi thực tập dành cho học viên sĩ quan thuộc Học viện Hải quân Hoa Kỳ và nhân sự Hải quân Dự bị. Nó thường xuyên viếng thăm New London, Connecticut cùng các cảng trong vịnh Mexico như New Orleans, Louisiana. Vào tháng 10, 1962, chiếc tàu ngầm tham gia việc phong tỏa Cuba trong vụ Khủng hoảng tên lửa Cuba. Trong năm 1963, chiếc tàu ngầm có lượt phục vụ duy nhất cùng Đệ Lục hạm đội tại Địa Trung Hải.

### TCGBirinci İnönü(S346)
Threadfin được cho xuất biên chế vào ngày 18 tháng 8, 1972, và được chuyển cho Thổ Nhĩ Kỳ mượn cùng ngày hôm đó trong khuôn khổ Chương trình viện trợ quân sự. Nó phục vụ cùng Hải quân Thổ Nhĩ Kỳ như là  TCG Birinci İnönü (S346) ("Inonu thứ nhất"),  trở thành chiếc tàu ngầm thứ ba của Thổ Nhĩ Kỳ được đặt cái tên này, nhằm kỷ niệm chiến thắng của Thổ Nhĩ Kỳ trong Trận İnönü thứ nhất vào tháng 1, 1921. Tên nó được rút khỏi danh sách Đăng bạ Hải quân Hoa Kỳ vào ngày 1 tháng 8, 1973, được hoàn trả trên danh nghĩa cho Hoa Kỳ, nhưng được Hoa Kỳ bán đứt cho Thổ Nhĩ Kỳ vào ngày 18 tháng 8. Birinci İnönü cuối cùng được cho xuất biên chế vào ngày 11 tháng 8, 1998; số phận sau cùng của con tàu không rõ.

## Phần thưởng
Threadfin được tặng thưởng ba Ngôi sao Chiến trận do thành tích phục vụ trong Thế Chiến II. Nó được ghi công đã đánh chìm ba tàu Nhật Bản bao gồm một tàu frigate với tổng tải trọng 3.394 tấn.
|  |                                         |  |
|  | Bronze star · Bronze star · Bronze star |  |

| Dãi băng Hoạt động Tác chiến  |                                                                         |                                      |
| Huân chương Chiến dịch Hoa Kỳ | Huân chương Chiến dịch Châu Á-Thái Bình Dương với 3 Ngôi sao Chiến trận | Huân chương Chiến thắng Thế Chiến II |